# Playaspalangia rothi
Playaspalangia rothi är en stekelart som beskrevs av Yoshimoto 1976. Playaspalangia rothi ingår i släktet Playaspalangia och familjen puppglanssteklar. Inga underarter finns listade i Catalogue of Life.